# 1949

## أحداث
- تأسيس مدينة سان فرانسيسكو سولانو وتقع حاليا في الأرجنتين.
- تأسيس مدينة روش هاعين.
- تأسيس مدينة طيرة الكرمل.
- تأسيس مدينة يفنه.
- 1 يناير: تأسيس مدينة بوا وتقع حاليا في البرازيل.
- 26 مارس: تأسيس مدينة بارويري وتقع حاليا في البرازيل.
- نهاية حرب 1948 في 10 مارس 1949 والتي بدأت في 30 أكتوبر 1947.
- نهاية حرب فلسطين 1948 في 20 يوليو 1949 والتي بدأت في 30 نوفمبر 1947.
- نهاية الثورة الوطنية الإندونيسية في 27 ديسمبر 1949 والتي بدأت في 17 أغسطس 1945.
- نهاية الحرب الباكستانية الهندية 1947 في 1949 والتي بدأت في 22 أكتوبر 1947.
- تصدير قطر لأول شحنة بترول تجارية.

### فبراير
- 12 فبراير - اغتيال حسن البنا مؤسس حركة الإخوان المسلمين.

### يونيو
- 29 يونيو - الأقلية البيضاء الحاكمة في جنوب أفريقيا تبدأ في تطبيق قوانين الفصل العنصري ضد السود، فيما عرف بسياسة الأبارتهايد.

### أغسطس
- 29 أغسطس - تفجير إر ده إس - 1، قنبلة اختبار السلاح النووي الأولى للاتحاد السوفيتي.

### أكتوبر
- 1 أكتوبر - تأسيس جمهورية الصين الشعبية من قبل ماو تسي تونغ.

## مواليد

### يناير
- 1 يناير - تميم الحزامي، لاعب كرة قدم تونسي سابق.
- 9 يناير - عبد الرحمن الخطيب، ممثل سعودي.
- 10 يناير - جورج فورمان، بطل العالم سابقاً في الملاكمة (الوزن الثقيل) أمريكي الجنسية.* 12 يناير - أوتمار هيتسفيلد، مدرب كرة قدم ألماني.
- 17 يناير - أنيتا بورغ، عالمة حواسيب أمريكية.* 24 يناير - جون بيلوشي، ممثل ومغني أمريكي.
- 25 يناير - بول نرس، عالم كيمياء حيوية بريطاني وحائز على جائزة نوبل في الطب.
- 30 يناير - بيتر أغري، عالم أحياء أمريكي وحائز على جائزة نوبل في الكيمياء.

### فبراير
- 5 فبراير - علي المنوفي، مترجم مصري.
- 7 فبراير - باولو سيزار كاربجياني، مدرب كرة قدم برازيلي.
- 12 فبراير - جون بلانكينستاين، حكم كرة قدم هولندي سابق.
- 20 فبراير - إبراهيم العزابي، رسام تونسي.
- 25 فبراير - أمين معلوف، صحفي وأديب لبناني.

### مارس
- 1 مارس - أحمد صبحي منصور، مفكر إسلامي مصري.
- 11 مارس - بات رايس، مدرب كرة قدم من إيرلندا الشمالية.
- 22 مارس - جون توشاك، مدرب كرة قدم ويلزي سابق.
- 24 مارس -
  - ألفريد كازميرو، مدرب كرة قدم برتغالي.
  - إرفين كريمرز، لاعب كرة قدم ألماني سابق.
- 26 مارس - باتريك زوسكيند، كاتب وروائي ألماني.
- 29 مارس - بولين ماروا، أول سيدة تتولى منصب رئيس وزراء لمقاطعة كيبك الكندي.

### أبريل
- 3 أبريل - جوزيف كوفاتش، لاعب كرة قدم مجري سابق.
- 20 أبريل - جيسيكا لانج، ممثلة أمريكية حائز على جائزتي أوسكار.
- 29 أبريل - بدر بن عبدالمحسن بن عبدالعزيز آل سعود، شاعر سعودي.

### مايو
- 13 مايو -
  - إنجيبورغ أرلت، أديبة وشاعرة ألمانية.
  - جان غاليسي، لاعب كرة قدم فرنسي سابق.
- 23 مايو -
  - آلن غارسيا، رئيس البيرو من 4 يونيو 2006 حتى 28 يوليو 2011.
  - إدوارد كوزينكيفيتش، مدرب كرة قدم أوكراني.
- 24 مايو - جيم برودبنت، ممثل إنكليزي حائز على جائزة الأوسكار.
- 26 مايو - بام غرير، ممثلة أمريكية.

### يونيو
- 12 يونيو - محمد عبده، مغني سعودي.

### يوليو
- 11 يوليو - إيمرسون لياو، مدرب كرة قدم برازيلي.
- 17 يوليو - مصطفى بن حمزة، عالم دين مغربي.
- 26 يوليو - ثاكسين شيناواترا، رئيس وزراء تايلاند الثالث والعشرون.

### أغسطس
- 17 أغسطس - سو دراهايم، عازفة كمان أمريكية.
- 23 أغسطس - شيلي لونج، الممثلة الأمريكية.

### سبتمبر
- 5 سبتمبر - سامي الذيب مفكر سويسري فلسطيني
- 7 سبتمبر - جلوريا جاينور، مغنية أمريكية.
- 10 سبتمبر - بيل أورايلي، إعلامي أمريكي.
- 14 سبتمبر - جيرارد لارشيه، الرئيس الخامس لمجلس الشيوخ الفرنسي.
- 18 سبتمبر - بيتر شيلتون، مدرب كرة قدم إنكليزي.
- 19 سبتمبر - أناتولي كونيكوف، مدرب كرة قدم أوكراني.

### أكتوبر
- 12 أكتوبر - بو كارلسون، حكم كرة قدم سويدي سابق.
- 15 أكتوبر - بوعلام صنصال، أديب جزائري.
- 16 أكتوبر - عصام عبه جي، ممثل سوري.
- 21 أكتوبر - بنيامين نتانياهو، رئيس وزراء إسرائيل التاسع.
- 22 أكتوبر - أرسين فينغر، مدرب كرة قدم فرنسي.

### نوفمبر
- 1 نوفمبر - محمود عبد الخالق النوري ، سياسي ومصرفي كويتي.
- 1 نوفمبر - بيرنهارد كولمان، لاعب كرة قدم ألماني سابق.
- 2 نوفمبر - ألفريد ريدل، مدرب كرة قدم نمساوي.
- 18 نوفمبر - أحمد زكي، ممثل مصري.
- 20 نوفمبر - تاماجنيني نيني، لاعب كرة قدم برتغالي سابق.

### ديسمبر
- 2 ديسمبر -
  - شويتشي إيكدا، ممثل أداء صوتي ياباني.
  - جان فرانسوا جودار، مدرب كرة قدم فرنسي.
- 4 ديسمبر - جيف بريدجز، ممثل أمريكي.
- 11 ديسمبر - إيفان بوليان، لاعب كرة قدم يوغوسلافي سابق.
- 12 ديسمبر - بيل ناي، ممثل إنكليزي حاصل على جائزة بافتا مرتين.
- 24 ديسمبر - أم نضال، مناضلة فلسطينية.
- 25 ديسمبر -
  - نواز شريف، رئيس وزراء باكستان سابق.
  - آن سبيلبرغ، كاتبة سيناريو أمريكية.
  - عايد المناع ، كاتب وصحفي وأكاديمي كويتي.
  - جواد عاشور ، لاعب وحكم كرة قدم دولي كويتي.
  - فوزية المشعل ، فنانة عمانية معتزلة.

## وفيات
- أنطون سعادة
- أوسكار يلينك
- أوغست كروغ
- إبراهيم المازني
- إبراهيم رمزي
- إدوارد لي ثورندايك
- إميل إده
- الحبيب ثامر
- باهور لبيب
- بشارة واكيم
- جورج غوردجييف
- جوزيف فيولا
- حسن البنا
- حسنى الزعيم
- حمودة بن ميهوب
- خليل مطران
- دوغلاس هايد
- روجر غرافا
- ريتشارد شتراوس
- ساروجينى نايدو
- سيغريد أوندست
- علي محمود طه
- فاسيلي دغتيريوف
- فريدريش بيرغيوس
- كلايد مارتن ريد
- ليون شليسنجر
- ليونارد بلومفيلد
- مارغريت ميتشل
- محمد شرف (رائد المعاجم)
- محيي الدين الجلبي
- مصطفى وهبي التل
- موريس ماترلينك
- نجيب الريحاني
- هنري مكماهون
- واكاتسوكي ريجيرو
- ولتر هس
- علي الجارم شاعر مصري حديث. (ولد عام 1881 م)

### فبراير
- 12 فبراير - الشيخ حسن البنا مؤسس حركة الإخوان المسلمين.

## نال جائزة نوبل
- في الفيزياء – الياباني يوكاوا هيدكي.
- في الكيمياء – الأمريكي ويليام جيوك.
- في الطب – مناصفة بين السويسري ولتر هس والبرتغالي أنطونيو إيغاس مونيز.
- في الأدب – الأمريكي ويليام فوكنر.
- في السلام – البريطاني جون بويد.